# Contea di Kilkenny
Kilkenny è una contea irlandese della provincia del Leinster, nella parte centrale dell'isola, leggermente orientata verso sud-est.
Capoluogo è l'omonima città di Kilkenny, l'unica city irlandese a non avere un proprio city council e a non essere situata sulla costa.

## Toponomastica
Il nome della contea riprende totalmente quello del centro principale, cui si rimanda.
Particolare attenzione merita, invece, il curioso soprannome. Gli abitanti della contea vengono curiosamente chiamati Cats of Kilkenny ("gatti di Kilkenny"), questo perché tradizione vuole che gli abitanti di Kilkenny fossero soliti legare le code dei gatti finché uno dei due combattendo non la perdeva. Questa bizzarra usanza divenne un modo di dire anche per il loro atteggiamento stoico, in una battaglia contro gli abitanti di Irishtown per questioni di confine: tutt'oggi in Irlanda circola il detto "combattere come i gatti di Kilkenny", che significa "combattere fino alla morte".
I Pogues hanno dedicato a questo curioso soprannome un pezzo strumentale, chiamato Wild Cats of Kilkenny.

## Araldica civica
Il simbolo tradizionale della Contea di Kilkenny è uno scudo di ermellino con una banda orizzontale centrale con dei simboli araldici. La presenza dell'ermellino richiama un manto ducale, in particolare quello dei Duchi di Ormonde, che erano presenti nel territorio della contea quando questa fu istituita.

Bandiera coi colori sportivi e culturali della contea

 La banda centrale è divisa in due parti contenenti simboli araldici differenti a simboleggiare le due famiglie significative nella contea, l'una gaelica e l'altra normanna. Le spighe di grano rappresentano Dermot MacMorrough, re del Leinster, mentre i motivi dorati su campo rosso richiamano la famiglia Den o de la Denn che, secondo Samuel Lewis, erano i possessori del Castello di Grenan vicino Thomastown. Questi due elementi accostati sono molto rappresentativi della contea, una unicità dove la convivenza e la fusione fra popolazione gaeliche e normanne si svolse in maniera armoniosa.
Lo stemma non viene ripreso dal County Board sportivo che ha adottato un logo stilizzato. I colori sociali e sportivi di Kilkenny sono il nero ed ambra.

## Geografia fisica

### Orografia

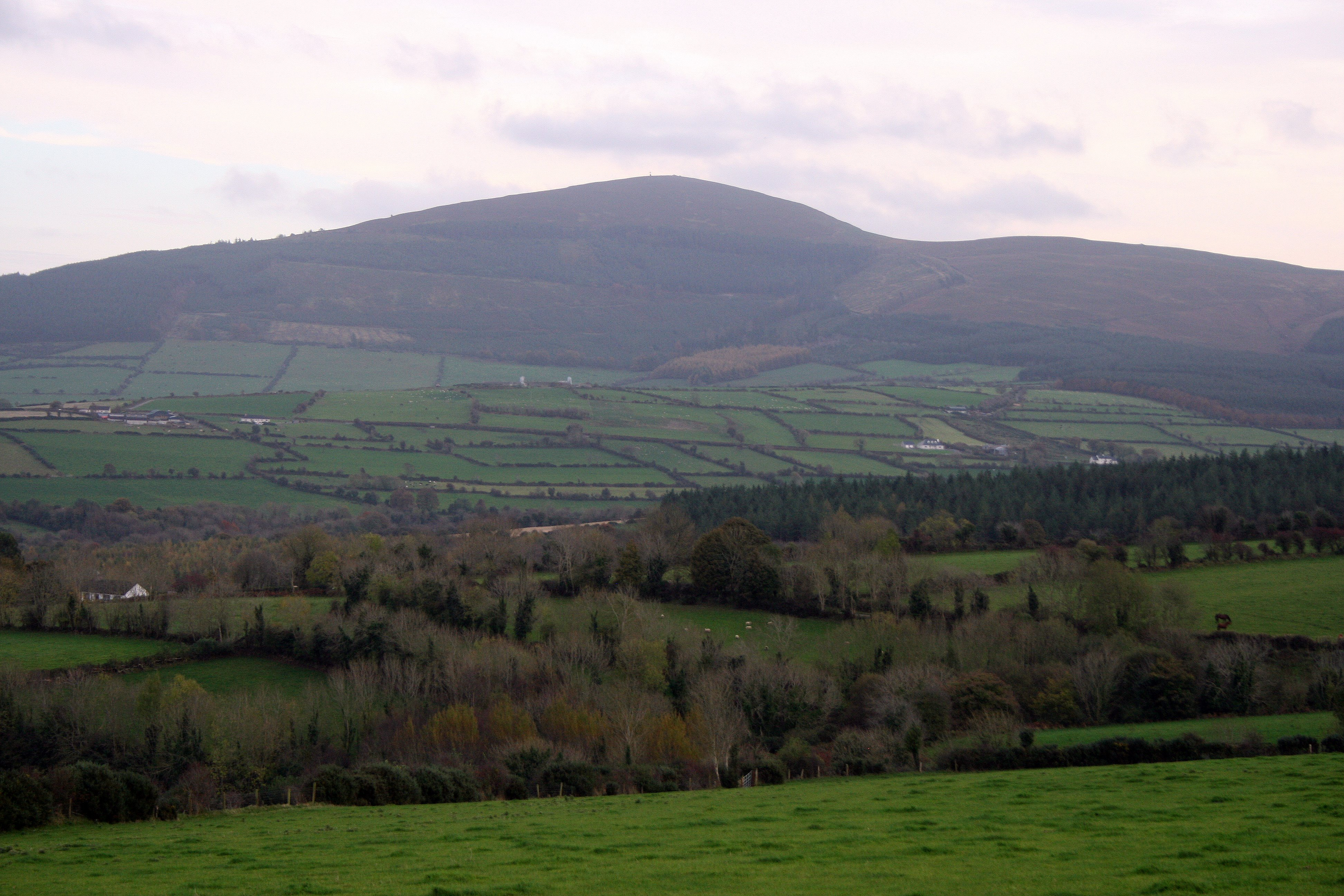
Brandon Hill

La Contea di Kilkenny è relativamente poco montagnosa se si considerano le altre catene sparse per la restante nazione. La cima più elevata è la Brandon Hill (Cnoc Bhréanail in irlandese), che raggiunge i 515 metri sul livello del mare. La maggior parte del territorio della contea è collinare se si esclude la parte centrale, poco a sud del capoluogo, che invece è piuttosto pianeggiante. I maggiori altopiani sono nella zona nord-orientale, nord-occidentale e meridionale.
Nell'area settentrionale di Kilkenny l'altopiano del distretto di Castlecomer, il cosiddetto Castlecomer Plateau, include le Culla Hills ad ovest del Nore e della sua vallata e le Castlecomer Hills e lo Slieve Marcy ad est. Queste colline sono separate dalla vallata del fiume Dinan che si immette nel Nore da est. Il punto più elevato delle alture di Castlecomer è di appena 313 metri, a nord-ovest dell'omonima cittadina ed al confine con il Laois. La cima più alta delle Culla Hills è invece già nel Laois, a soli 279 metri, ma le sue pendici ondulate ricoprono un'area piuttosto considerevole della contea di Kilkenny.
Nella zona occidentale le Slieveardagh Hills e le Booley Hills si estendono verso ovest penetrando poi nel Tipperary. Il punto più alto delle Slieveardagh Hills è il Knocknamuck che raggiunge la quota di 340 metri. Le Booley Mountains sono parzialmente divise da Tory Hill dalla vallata del Kilmacow, affluente del Suir.
La parte meridionale della contea, dominata dalla già menzionata Brandon Hill, si sviluppa a ridosso del fiume Barrow a Graiguenamanagh. Tutta l'area compresa tra il Nore ed il Barrow fino al loro punto di confluenza mantiene una certa altitudine. Lungo la zona occidentale del Barrow e del Nore l'area è prevalentemente collinare, con alture morbide della stessa dimensione ed altitudine che si susseguono l'un l'altra. Fa eccezione solo la sponda sinistra del Suir, dove la terra è piuttosto fertile e rigogliosa.

## Geografia antropica

### Centri abitati
- Kilkenny
- Ballyhale
- Ballyragget
- Bennetsbridge
- Castlecomer
- Callan
- Freshford
- Gowran
- Graiguenamanagh
- Inistioge
- Jenkinstown
- Knocktopher
- Mullinavat
- Paulstown
- Redhouse
- Thomastown
- Slieverue
- Urlingford
- Windgap

## Amministrazione
Formatosi, come in gran parte delle altre contee, nel 1898, il County Council è composto da 26 membri eletti in 4 distretti elettorali: Kilkenny, Callan, Ballyragget, Piltown e Thomastown. Il Consiglio rimane in carica 5 anni e si occupa delle materie solitamente riservate alle contee.

## Sport

### Hurling

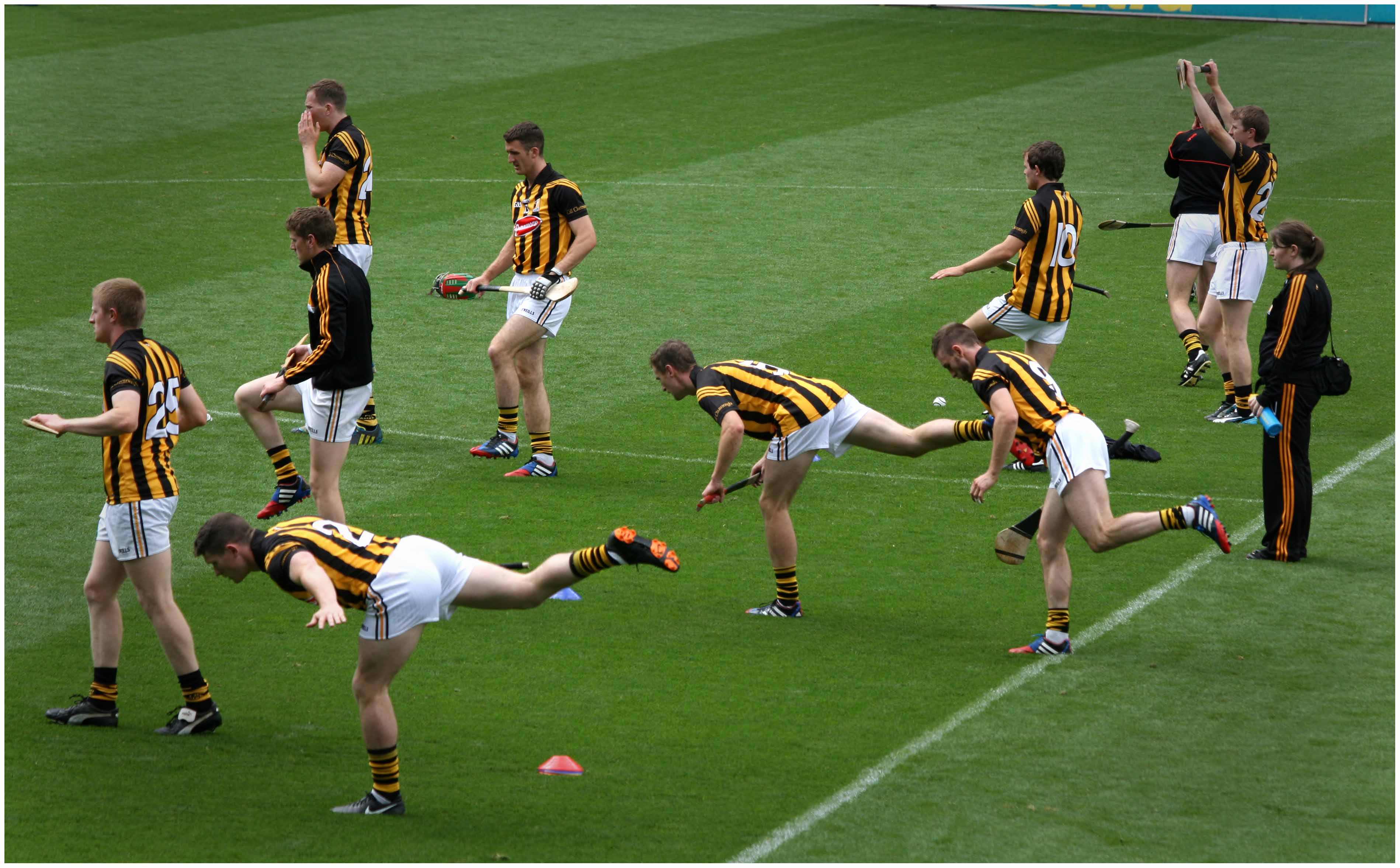
I Cats nel prepartita della semifinale del 2014

Kilkenny è una delle contee più importanti per quel che riguarda l'hurling. Questo sport tipico irlandese ha una tradizione fortissima in questa zona d'Irlanda e la selezione della contea è da sempre una delle compagini principali del torneo nazionale più importante, quello delle squadre inter-counties. I Cats, come vengono chiamati (il nome deriva dal soprannome evidenziato sopra), si presentano come una delle squadre più ostiche e forti d'Irlanda, oltre che la più titolata per quel che riguarda sia i titoli provinciali che nazionali.
La squadra scende in campo con delle caratteristiche divise, uniche nel panorama delle contee irlandesi, strisciate di color nero ed ambra.

### Calcio gaelico
Lo stesso discorso non vale assolutamente per il calcio gaelico. Kilkenny è infatti, per l'assoluta prevalenza dell'hurling, l'unica contea d'Irlanda a non partecipare nella competizione All-Ireland. Partecipa al sistema di campionati per lega nuovamente da qualche anno, ma con risultati per ora piuttosto scarsi. Paradossalmente, a fine XIX secolo, Kilkenny era una delle squadre più forti ed arrivò a vincere diversi titoli nazionali.

## Galleria d'immagini

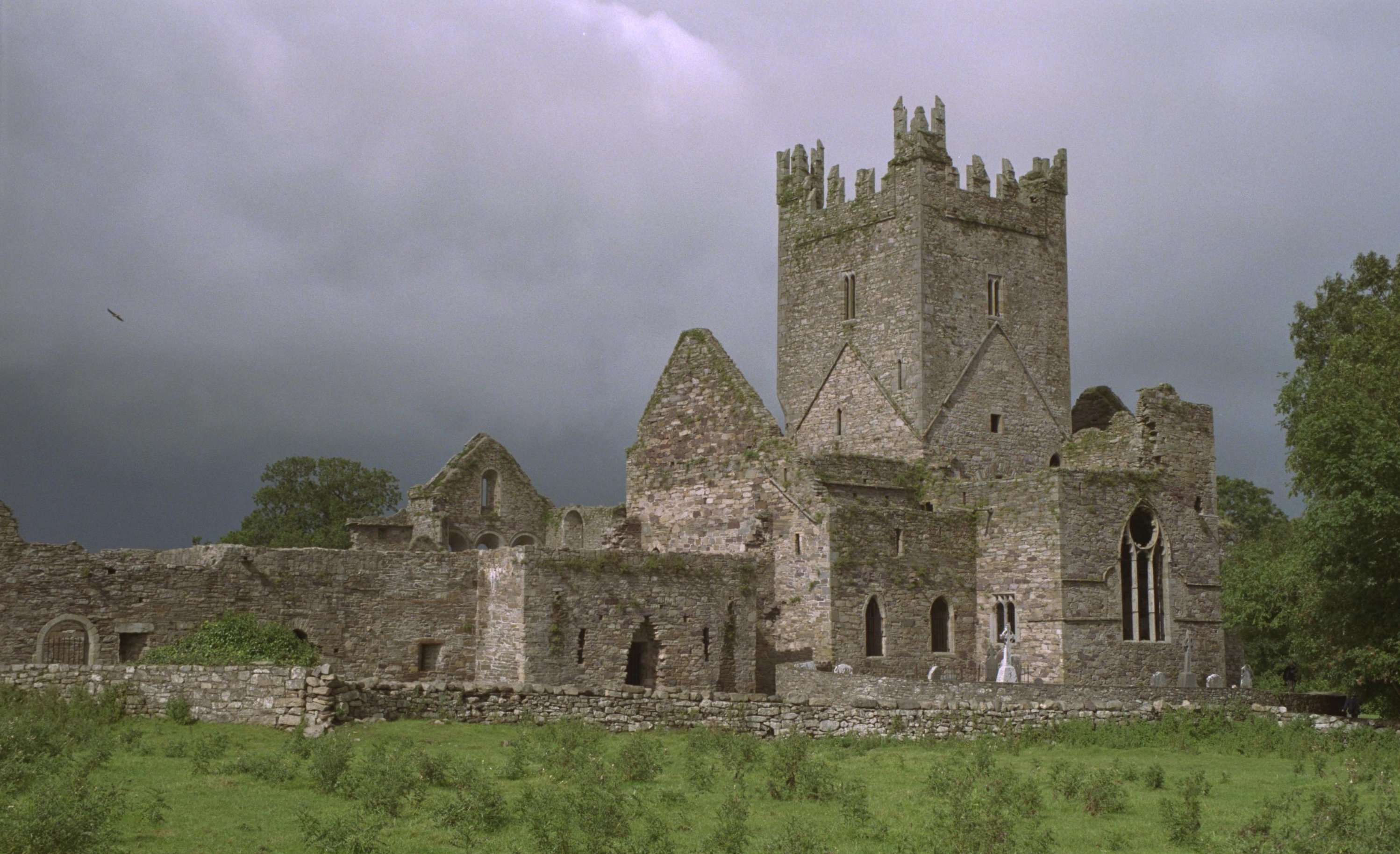
Abbazia di Jerpoint